# Eugène Albert
Eugène Albert, född 26 april 1816, död 11 maj 1890, var en belgisk instrumentmakare. Han skapade ett nytt klaffsystem för klarinett, Albert-mekanismen. Han var elev till Adolphe Sax, saxofonens skapare.